# Prva generacija računala
Prva generacija računala obuhvaća računala koja su se pojavila u vremenu između 1946. i 1958. Koristila su elektronske cijevi kao temeljnu jedinicu izrade računala. Osnova za ulaz podataka bila je bušena kartica.

## Programski jezici
- FORTRAN
- COBOL

## Predstavnici prve generacije
Iz SAD-a:
- ENIAC     (1946.)
- EDVAC     (1949.)
- BINAC     (1949.)
- SEAC      (1950.)
- UNIVAC    (1951.)
- Whirlwind (1951.)
- ILLIAC I   (1951.)
- MANIAC    (1952.)
- IAS       (1952.)

Iz Velike Britanije:
- EDSAC              (1949.)
- Manchester Mark I  (1949.)
- Ferranti Mark I    (1951.)
- Leo I              (1951.)

Njemačka:
- Z4 (1950.)

Australija:
- CSIRAC (1949.)

Sovjetski Savez:
- MESM     (1952.)
- Strela   (1953.)